# 12093 Chrimatthews
12093 Chrimatthews este un asteroid din centura principală de asteroizi.

## Descriere
12093 Chrimatthews este un asteroid din centura principală de asteroizi. A fost descoperit pe 21 aprilie 1998 la Socorro, New Mexico, în cadrul proiectului LINEAR. Asteroidul prezintă o orbită caracterizată de o semiaxă mare de 2,39 ua, o excentricitate de 0,03 și o înclinație de 5,4° în raport cu ecliptica.